# Loek Vredevoogd
Laurens Eduard Herman (Loek) Vredevoogd ('t Zandt (Groningen), 12 juli 1938) is een Nederlandse onderwijsbestuurder.
Aan de Vrije Universiteit Amsterdam studeerde Vredevoogd rechten en economie. Van 1 april 1975 tot 1982 was hij directeur van de stichting voor Protestants Christelijk Hoger Economisch en Administratief Onderwijs in Zwolle (Chr. H.E.A.O. Zwolle). Daarna was hij een tijdlang werkzaam op het ministerie van Onderwijs en Wetenschappen (laatstelijk plaatsvervangend directeur-generaal Hoger Onderwijs), voor hij voorzitter werd van het college van bestuur van de Universiteit Maastricht (1988-1994) en vervolgens van het college van bestuur van de Universiteit Leiden (1994-2002).
In 2003 werd hij de - eerste - voorzitter van de Nederlands-Vlaamse Accreditatieorganisatie. Deze NVAO beslist over het al dan niet verlenen van accreditaties in het hoger onderwijs en beoordeelt ook nieuwe opleidingen. Hij werd er opgevolgd door Karl Dittrich. Van 2006 tot 2013 was hij voorzitter van de raad van toezicht van de Nederlandse Hartstichting.
Vredevoogd is voorzitter van de Commissie Eindtermen Accountantsopleidingen i.o. en vervult diverse adviesfuncties. Ook is hij kamerheer honorair.

## Vernoemingen
- Bij zijn afscheid van de Universiteit Leiden is een planetoïde naar Vredevoogd genoemd. Zie hiervoor de lijst van planetoïden met aan Nederland verbonden namen
- Eveneens bij zijn afscheid uit Leiden is voor hem een muziekstuk gecomponeerd, door de componist Clarence Barlow.[1] Het stuk is geschreven voor de twee orgels in de Pieterskerk, waarvan één in middentoonstemming (het Van Hagerbeer orgel uit 1643) staat en het andere in de gelijkzwevende stemming (het Thomas Hill orgel uit 1883). Het werk heet "Le Loup en pierre"; in de grafische partituur is de Leidse Pieterskerk te zien.
- De binnentuin achter de oude bibliotheek, het huidige bestuurscentrum van de Universiteit Leiden, Rapenburg 70, heeft de naam Vredevoogdtuin gekregen.